# レジェンド/光と闇の伝説
『レジェンド / 光と闇の伝説』（原題：Legend）は、1985年製作のアメリカ映画。北欧神話を題材としたファンタスティック・アドベンチャーである。

## ストーリー
大古の世界。美しい2頭のユニコーンに魅せられ、決して触れてはならぬその角に触ってしまった王女リリー。1頭のユニコーンが倒れたことで世界は呪いをかけられ、彼女もまた闇の魔王の手に落ちてしまう。森の若者ジャックは、リリーの救出に乗り出す。

## キャスト
| 役名             | 俳優                   | 日本語吹替                                               | 日本語吹替 |
| 役名             | 俳優                   | テレビ朝日版                                             |            |
| ---------------- | ---------------------- | -------------------------------------------------------- | ---------- |
| ジャック         | トム・クルーズ         | 関俊彦                                                   |            |
| リリー           | ミア・サラ             | 佐々木優子                                               |            |
| 闇の魔王         | ティム・カリー         | 若本規夫                                                 |            |
| ガンプ           | ダーフィト・ベンネント | 井上瑤                                                   |            |
| 魔王の父         | マイク・エドモンズ     | 加藤精三                                                 |            |
| ネル             | ティナ・マーティン     | 此島愛子                                                 |            |
| ブラウン・トム   | コーク・ハバート       | 滝口順平                                                 |            |
| スクリューボール | ビリー・バーティ       | 北村弘一                                                 |            |
| ブリックス       | アリス・プレイテン     | 緒方賢一                                                 |            |
| ブランダー       | キーラン・シャー       | 水野龍司                                                 |            |
| ポックス         | ピーター・オファレル   | 福田信昭                                                 |            |
| ウーナ           | アナベル・ランヨン     | 坂本千夏                                                 |            |
| メグ             | ロバート・ピカード     | 峰あつ子                                                 |            |
| ミイラの衛兵     | エディ・パウエル       | 稲葉実                                                   |            |
|                  |                        |                                                          |            |
| 演出             |                        | 清水勝則                                                 |            |
| 翻訳             |                        | 入江敦子                                                 |            |
| 調整             |                        | 金谷和美                                                 |            |
| 効果             |                        | 南部満治 大橋勝次                                        |            |
| 選曲             |                        | 河合直                                                   |            |
| プロデューサー   |                        | 松田佐栄子                                               |            |
| 解説             |                        | 淀川長治                                                 |            |
| 制作             |                        | ザック・プロモーション                                   |            |
| 初回放送         |                        | 1989年6月11日 ※劇場公開版ノーカット放送 『日曜洋画劇場』 |            |

## スタッフ
- 監督：リドリー・スコット
- 製作：アーノン・ミルチャン
- 脚本：ウィリアム・ヒョーツバーグ
- 撮影：アレックス・トムソン
- 音楽：ジェリー・ゴールドスミス（国際版）、タンジェリン・ドリーム（アメリカ公開版）
- 特殊メイク：ロブ・ボーティン

## 評価
レビュー・アグリゲーターのRotten Tomatoesでは43件のレビューで支持率は40%、平均点は5.00/10となった。Metacriticでは11件のレビューを基に加重平均値が30/100となった。

## 解説
『エイリアン』『ブレードランナー』で高い評価を受け、注目を浴びたリドリー・スコット監督によるファンタジー作品。監督自ら手がけた舞台美術と、一級の特殊メイクで作り上げられたクリーチャーたち。若手俳優として人気急上昇中だったトム・クルーズや、本作がデビュー作となったミア・サラの起用など、ハリウッド映画としての話題性は高かった。しかし映画そのものは単調で盛り上がりに欠けるストーリー展開と演出が目立ち、低い評価と興行的失敗に終わる。本作の失敗により、リドリー・スコットは暫く雇われ監督の身となったことでも知られる。
劇場公開時には2種類のバージョンがあり、1つは当初の予定通りにジェリー・ゴールドスミスによる格調高い音楽が付けられた「国際版」。そしてもう1つはタンジェリン・ドリームによるロック音楽が付けられた「アメリカ公開版」である。後者は「若者向けにアピールした方が良い」と、当時のユニヴァーサル会長だったシドニー・シャインバーグの直言を受け入れたもので、何も知らされずに音楽を差し替えられたゴールドスミスはこれに激怒。『エイリアン』でもリドリー・スコットによって勝手に曲を差し替えられた経緯もあり、以後ゴールドスミスはスコットと組まなくなる。後にスコットが業界紙「ヴァラエティ」1面を買い取ってゴールドスミスに謝罪広告を出すまでに至ったが、ゴールドスミスは「何で許さなくてはならないのだ」と反論広告を出し、決裂したままとなる。この事件は、映像面でのセンスには定評があるものの、音楽面でのトラブルが絶えないリドリー・スコットらしいものと言える。
もともと劇場公開前のオリジナルフィルムは約140分という長編だったが、製作サイドの思惑で大幅にカットされ、「国際版」では94分に、「アメリカ公開版」では89分に再編集された。尚、本作は後に114分の「ディレクターズ・カット版」としてアメリカでDVDリリースされている。
上記のとおり不遇な経緯のある本作だが、一方で、ロブ・ボーティンの特殊メイクによるクリーチャーの評価は高く（アカデミー賞メイクアップ賞ノミネート）、ティム・カリーが演じた闇の王ロード・オブ・ダークネスは米Yahoo!ムービーの「偉大な映画のクリーチャー20」にも選ばれ、現在でも関連商品がリリースされるなど人気が高い。